# Arne Nielsson
Arne Nielsson (* 11. Mai 1962 in Glostrup Kommune) ist ein ehemaliger dänischer Kanute.

## Erfolge
Arne Nielsson nahm an drei Olympischen Spielen teil. Bei seinem Olympiadebüt 1988 in Seoul ging er mit Christian Frederiksen im Zweier-Canadier in zwei Wettbewerben an den Start und erreichte bei beiden das Finale. Über 500 Meter belegten sie den achten Platz, während sie auf der 1000-Meter-Strecke nach zweiten Plätzen in den Vor- und Halbfinalläufen als Viertplatzierte des Endlaufs knapp einen Medaillengewinn verpasste. Auch bei den Olympischen Spielen 1992 in Barcelona zogen Nielsson und Frederiksen über beide Distanzen in die Finalläufe ein. Sie schlossen das Rennen über 500 Meter auf dem fünften Platz ab. Beim Wettbewerb über 1000 Meter waren sie noch erfolgreicher: Sie überquerten nach 3:39,26 Minuten hinter den siegreichen Deutschen Ulrich Papke und Ingo Spelly und vor den drittplatzierten Franzosen Didier Hoyer und Olivier Boivin als Zweite die Ziellinie, womit sie die Silbermedaille gewannen. Bei seiner dritten Olympiateilnahme 1996 in Atlanta startete Nielsson lediglich im Einer-Canadier auf der 1000-Meter-Strecke. Auf dieser schied er im Halbfinale vorzeitig aus.
Zahlreiche Titel- und Medaillengewinne gelangen Nielsson bei Weltmeisterschaften. Im Kanurennsport gewann er all diese mit seinem Olympiapartner Christian Frederiksen im Zweier-Canadier. 1986 sicherten sich die beiden in Montreal über 10.000 Meter Bronze, ehe sie 1987 in Duisburg, 1989 in Plowdiw, 1990 in Posen und 1993 in Kopenhagen viermal über die Langdistanz Weltmeister wurden. Außerdem sicherten sie sich 1989 und 1993 den Titelgewinn über 1000 Meter und belegten 1993 über 500 Meter den zweiten Platz.
Im Kanumarathon gewannen Nielsson und Frederiksen 1988 in Nottingham im Zweier-Canadier die Silbermedaille und wurden sowohl 1990 in Kopenhagen als auch 1992 in Brisbane Weltmeister. 1994 in Amsterdam und 1996 in Vaxholm wurde Nielsson zudem Weltmeister im Einer-Canadier.
Nach seiner aktiven Karriere als Kanute begann Nielsson im Business Coaching zu arbeiten. Er schrieb mehrere Bücher über mentales Training.